# Caisse à savon
Une caisse à savon, aussi appelée une boîte à savon ou en québécois un tacot, est un véhicule sans moteur qui se déplace par la seule force de la pesanteur. Les caisses à savon peuvent être construites et utilisées comme jeu d'enfants, pour le simple plaisir de descendre de petites pentes, mais elles peuvent l’être aussi pour de véritables compétitions sportives.

## Description
Une caisse à savon ne possède pas de moteur, elle se déplace par la seule force de la gravité.
Elle est composée de bois ou de métal, de roues, d'un volant et de freins.
C'est un véhicule entièrement mécanique.

## Histoire

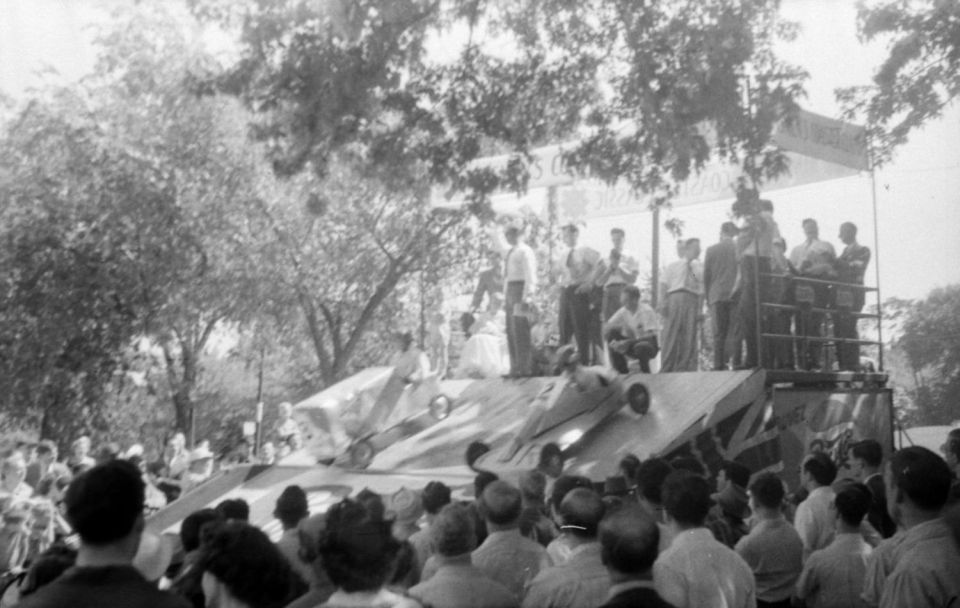
Une course de boîte à savon. Montréal, 1948.

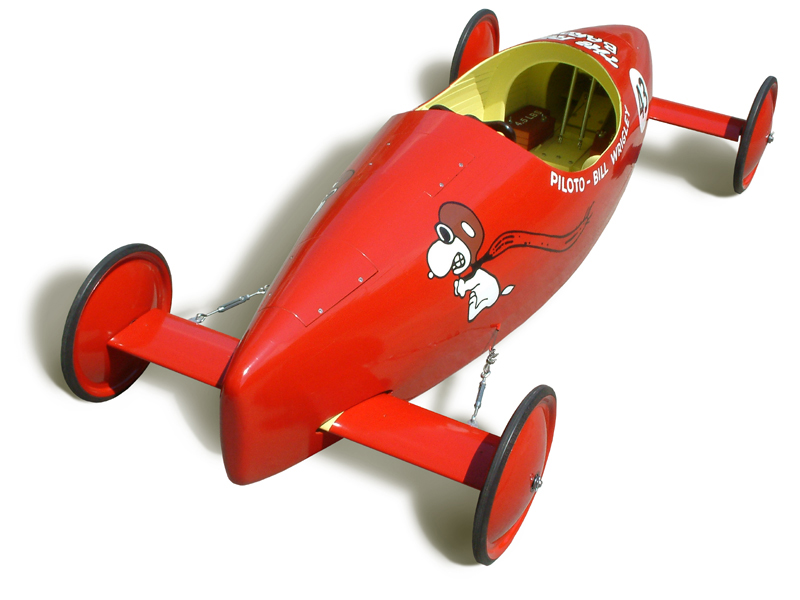
Une voiture de course de caisses à savon de 1967.

Née aux États-Unis en 1933, la caisse à savon prend un essor mondial. Un astucieux commerçant de savon trouve l'idée de mettre dans les boites (en bois) qui contiennent les savons, un plan de construction de véhicule avec les planches. Les enfants se retrouvent dans toutes les rues du pays avec leurs engins. La caisse à savon, qui s'était maintenant trouvée un nom, deviendrait bientôt très populaire ; quelques mois plus tard avait déjà lieu la première course Soap Box en Ohio. Le principe était d'arriver le premier en bas, par élimination directe, sur des pentes exclusivement en ligne droite. La Soap Box fait des émules en Europe et notamment en Allemagne à la fin de la Seconde Guerre mondiale.
En France, le premier Derby Automobile des moins de quinze ans s'organise en 1950. Il oblige les participants à construire de leurs propres mains leurs caisses à savon.
Dans les années 1980, les courses de caisses à savon se trouvent plutôt dans les régions montagneuses. Activités éducatives pour les uns, loisirs de groupe pour les autres, animation de village ou sport familial, la caisse à savon se cherche, s'invente et se réglemente.
À l'initiative des militants de l'Enfance et de la ville de Vénissieux (Rhône), un prix national est organisé pour la première fois en 1981. Les Français donnent, très vite, les moyens aux centres de loisirs de développer l'activité. Les prix départementaux se multiplient. Un comité national voit le jour et permet de réunir sur une seule structure toutes les tendances de la caisse à savon.
La doyenne des courses, lancée en 1977, se trouve en Alsace, dans un petit village nommé Hartmannswiller au pied des Vosges.
Aujourd'hui, des courses sont organisées par des comités en France et dans d'autres pays d'Europe, et utilisent des technologies plus ou moins développées.

## Le loisir caisse à savon
Ces véhicules n'ont pas de normes particulières mais toutefois ils ont de nombreux points communs : ils sont composés d'une caisse en bois, de quatre roues, les deux roues avant sont fixées sur un axe mobile, dirigeable par une corde fixée aux deux extrémités. Des morceaux de bois actionnés par des leviers frottant sur les roues arrière permettent de freiner. Elles permettent de descendre des pentes.

## Le sport caisse à savon
Aujourd'hui et depuis des années, sont disputées des compétitions de caisse à savon. Bien qu'il reste un sport amateur, des courses sont disputées dans le monde entier. Seulement les règlements diffèrent, ainsi que les noms (soap box, speed down, caisse à savon).

### En Europe

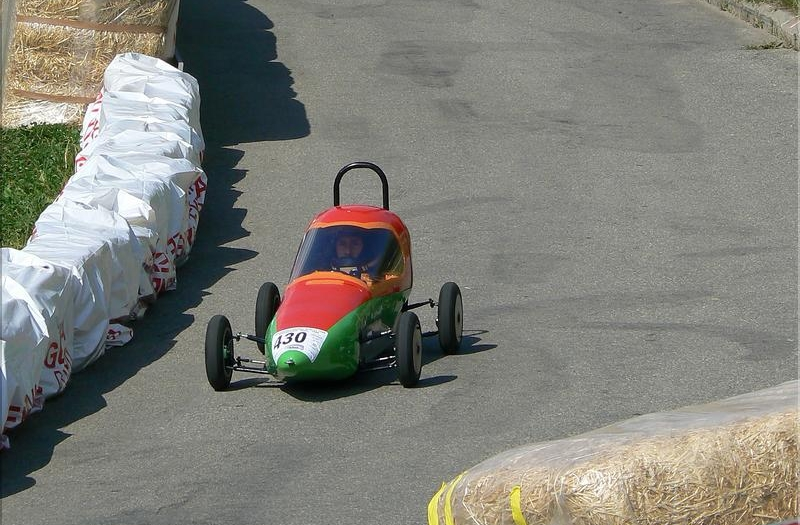
Course de caisses à savon.

Dans certains pays d'Europe, la caisse à savon est pratiquée sous des règlements communs. Elle est structurée par les Fédérations nationales de Speed Down, regroupée par la Fédération internationale de Speed Down (FISD, anciennement appelée « CECCAS » pour Commission européenne de Courses de Caisses à Savon) depuis le 8 janvier 1983 à Helfrantzkirch (France). Actuellement, les pays membres de la FISD sont : la France, l'Allemagne, la Belgique, la Suisse, l'Italie, la République tchèque, la Lettonie et l'Espagne.
Chaque année, ces pays se réunissent, pour disputer le Championnat d'Europe de caisse à savon, dans un pays différent.
Dans ces pays, la caisse a savon est disputée comme une véritable compétition. C'est un sport à part entière sur des circuits sinueux et pentus. Les véhicules sont élaborés techniquement. Atteignant sur certains circuits les 100 km/h, ils répondent à des normes de sécurité très précises. Le but est de descendre une pente le plus vite possible, les concurrents sont chronométrés et un classement est obtenu à la fin de la course.
Lors des courses de caisses à savon, on peut observer plusieurs catégories (plusieurs types de véhicules) :
- les véhicules individuels dits aussi speed-cars sont des monoplaces proches des voitures de courses, les pilotes sont répartis suivant leur âge ;
- C1 Sport : Catégorie des enfants de 5 à 9 ans ;
- C2 Sport : Catégorie des enfants de 10 à 13 ans ;
- C3 Sport : Catégorie des enfants de 14 à 17 ans ;
- C4 Sport : Catégorie à partir de 18 ans ;
- C5 Sport : side-cars, véhicules à trois roues sans coque avec un pilote et un « singe » chargé d'équilibrer le véhicule lors des virages ;
- C6 Sport : bob-cars, véhicules à quatre roues avec coque, l'équipage est composé d'un conducteur et d'un passager. Ils sont l'équivalent du bobsleigh sur route ;
- C7 Sport : carioli, ces véhicules sont essentiellement composés de bois (châssis, direction…). L'équipage est composé d'un pilote et d'un passager qui freine grâce à des patins frottant sur la route. Ce type de caisse à savon est le plus proche de la caisse à savon originelle ;
- C8 Sport : karts : afin de permettre un accès à la course à moindre frais, châssis de karting sans moteur (poids maxi limité également) ;
- C9 Sport : karts enfants.

Les caisses à savon doivent être équipées :
- de directions métalliques avec volant ;
- de freins tambours voire à disques ;
- d'un châssis métallique et de coques en fibre de verre.

#### En France
En France, la Fédération nationale est divisée en Comités régionaux. Ces derniers organisent leurs propres courses et leurs championnats. Les pilotes participent aux championnats régionaux, et les meilleurs d'entre eux se retrouvent pour un championnat de France annuel avec l'espoir de se confronter ensuite aux meilleurs pilotes européens.
Chaque année, les titres de Champion de France de caisse à savon, dans les différentes catégories sont remis en jeu, lors du championnat de France qui se déroule dans un comité sélectionné dans toute la France. Des compétitions indépendantes existent également, comme la Descente Infernale à Bourges.

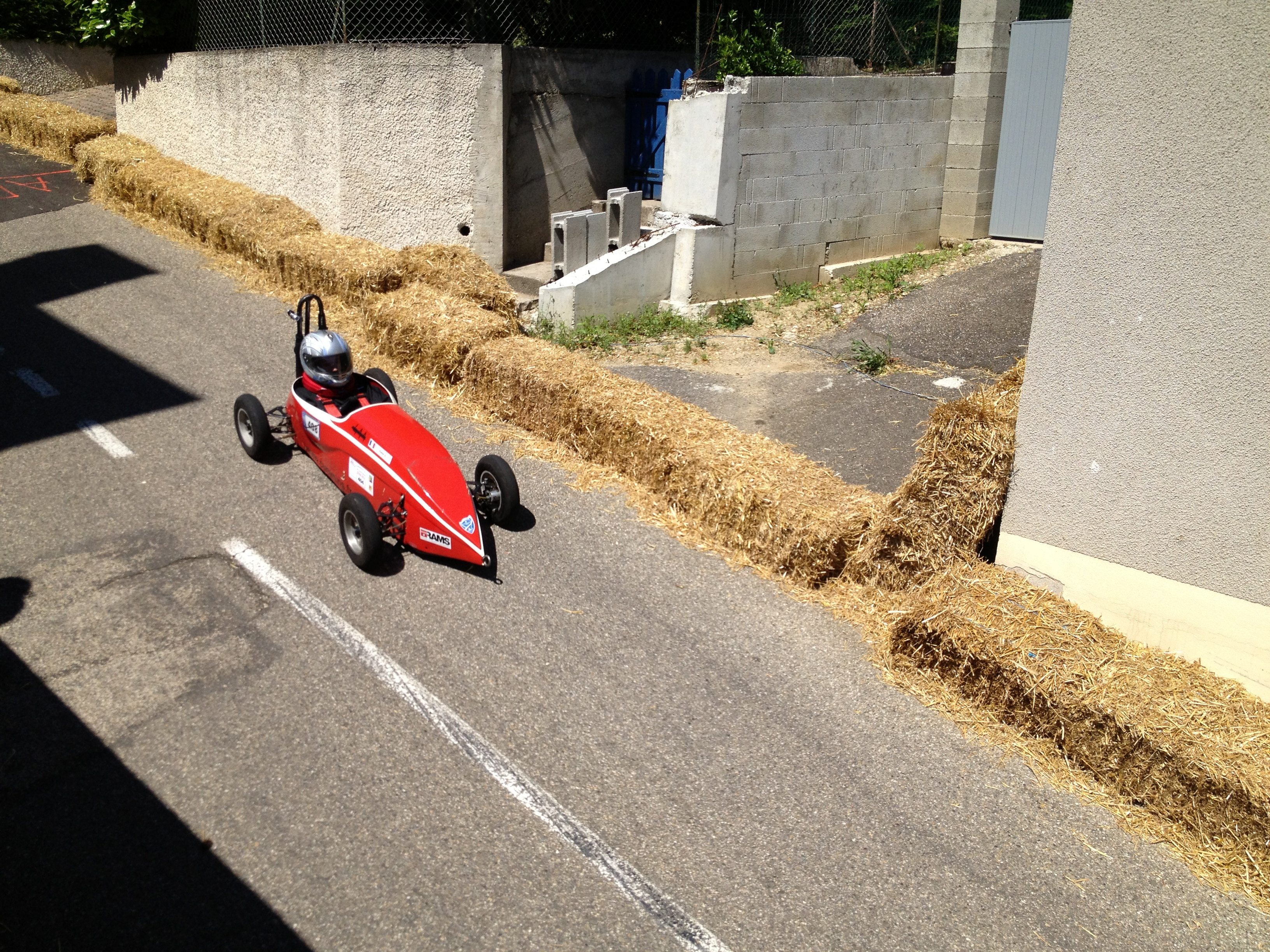
Un participant venant de franchir la ligne d'arrivée de la 3e manche, lors du championnat de France 2013 à Miribel.

Les derniers championnats de France ont eu lieu dans les sites suivants :
- 2025 : Bellignat
- 2024 : Saint-Jean-du-Gard
- 2023 : La Roche-Morey
- 2022 : Lézigneux
- 2021 : annulé (covid)
- 2020 : Saint-Just-en-Chevalet Reporté en 2021 à cause de la pandémie de covid-19 ;
- 2019 : Soppe-le-Haut ;
- 2018 : Sainte-Marie-de-Cuines ;
- 2017 : Saint-Ouen-sous-Bailly ;
- 2016 : Espeyroux ;
- 2015 : Le Haut du Tôt dans les Vosges, organise par le Comité Lorrain de caisse à savon ;
- 2014 : Lézigneux ;
- 2013 : au Mas Rillier et à Miribel dans l'Ain (organisé par le comité du Lyonnais)[3],[4] ;
- 2012 : Grambois, dans le Vaucluse, organisé par le comité Alpes Provence Côtes d'Azur ;
- 2011 : Gaschney, commune de Muhlbach-sur-Munster en Alsace, organisé par le comité Alsace ou Fircas ;
- 2010 : Saint-Amant-Roche-Savine dans le Puy-de-Dôme, organisé par le Circas Auvergne ;
- 2009 : Montagnole, organisé par le comité Alpes ;
- 2008 : Montrem dans le bourg de Montanceix en Dordogne, organisé par le comité Sud Ouest ;
- 2007 : Saint-Martin-en-Haut dans le Rhône, organisé par le comité du Lyonnais ;
- 2006 : Cleurie dans les Vosges, organisé par le comité Lorrain de caisse à savon ;
- 2005 : Izernore dans l'Ain ;
- 2004 : Sauvessanges ;
- 2003 : Ornans ;
- 2002 : Puylaurens ;
- 2001 : Grendelbruch ;
- 2000 : Saint-Marcellin ;
- 1999 : La Ricamarie ;
- 1998 : Denipaire.dans les Vosges, organise par le Comité Lorrain de caisse à savon ;
- 1997 : Saint-Amant-Roche-Savine ;
- 1996 : Bernay ;
- 1995 : Saint-Nazaire ;
- 1994 : Cavaillon ;
- 1993 : Méribel ;
- 1992 : Brunstatt ;
- 1991 : Seyssinet-Pariset et La Ricamarie ;
- 1990 : Luxeuil-les-Bains et Villemontais ;
- 1989 : Palaiseau ;
- 1988 : Lavalette ;
- 1987 : Saint-Étienne ;
- 1986 : Tulle ;
- 1985 : Vénissieux ;
- 1984 : Vénissieux ;
- 1981 : Grand Prix de Vénissieux.

##### Liste des comités
- Fédération nationale.
- Comité Alpes.
- Comité Alsace.
- Comité Circas Auvergne.
- Fédération de Franche-Comté (FECOCAS).
- Comité Lorraine (CoLoCas).
- Comité Lyonnais.
- Comité Normand.
- Comité Provence.
- Comité Sud-Ouest.
- Comité NORD-OUEST
- Comité Cevenol.

#### En Belgique
En Belgique, les courses de Caisses à Savon sont organisées autour de la Fédération belge de Caisse à Savon (F.B.C.S.).
- Team Belge + Organisation de plusieurs courses annuelles (Championnat de Belgique et européen).
- Le Trophée des Petits Patelins (TPP) en Haute-Ardenne de mai à octobre, un championnat regroupant douze courses dans la Haute-Ardenne, région de Stoumont, Stavelot, Waimes, Francorchamps.

#### En Suisse
En Suisse, les courses de caisses à savon sont organisées autour de la Fédération suisse de Speeddown (F.S.S.D.).

### Aux États-Unis

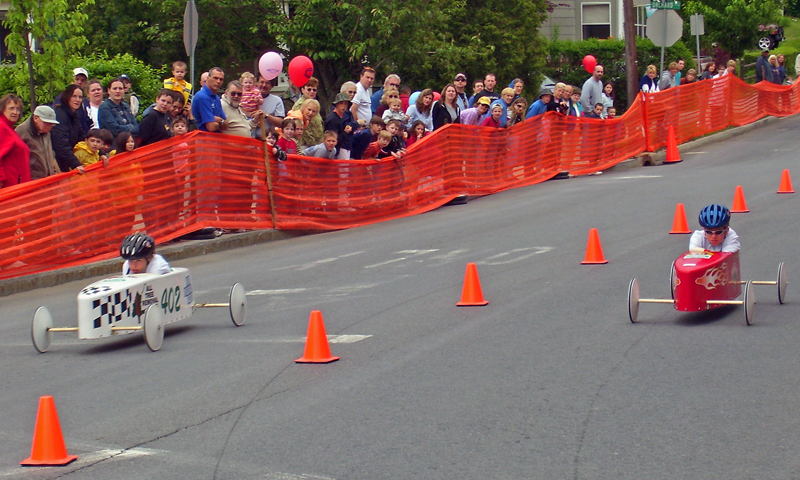
Course de caisses à savon aux États-Unis.

Aux États-Unis est organisé le Soap Box Derby. C'est un programme de courses de jeunes, qui est couru à l'échelle nationale depuis 1934. La phase finale du Championnat du monde a lieu chaque juillet à Derby Downs à Akron (Ohio). Chaque année depuis, à l'exception de celles de la Seconde Guerre mondiale, les jeunes de tous les États-Unis et dans plusieurs pays étrangers sont venus à Akron avec les véhicules qu'ils ont construits et conduits à la victoire dans leurs communautés d'origine. Les courses sont en fait des duels de deux véhicules l'un contre l'autre, de deux côtés d'une pente.

## Sécurité
Ces courses sont considérées comme un sport à risques.
Cependant, les fédérations nationales se sont dotées de règlements pour protéger à la fois les pilotes et le public. Les caisses à savon sont contrôlées, notamment en ce qui concerne la hauteur de l'arceau de sécurité ou le poids du véhicule plus son équipage.
Les pilotes doivent porter casque, minerve de sécurité, gants, harnais, etc.
Les courses doivent être habilitées par les comités régionaux ou les fédérations. Elles font l'objet d'autorisations préfectorales et sont couvertes par une assurance en responsabilité civile et individuelle.
Les courses demandent une bonne organisation, notamment en ce qui concerne la sécurité :
- sauveteurs et pompiers présents aux lieux stratégiques de la course ;
- bottes de paille ou glissières de sécurité tout au long du parcours ;
- commissaires de course le long du parcours chargés de surveiller l'épreuve mais aussi de signaler l'arrivée d'un véhicule aux spectateurs grâce à un sifflet. Cette procédure permet d'éviter un accident avec un spectateur tentant de traverser lors du passage d'un concurrent. En effet, une caisse à savon performante ne produit que très peu de bruit.

## Courses connues
En France, près de 300 courses de caisses à savon sont organisées chaque année. Dont par exemple :
- Trophée du Vercors (Isère, 38), regroupant des courses dans le Vercors ;
- Saint-Martin-en-Haut (Rhône), Championnat de France 30 juin et 1er juillet 2007 ;
- Devil Ride : course de caisses à savon à Grouches Luchuel ;
- « À fond la caisse… à savon ! », courses organisées sur une journée en Seine-Maritime (76) par la Junior Association Bricologie ;
- Grand prix du Val d'Allos dans la station de la Foux d'Allos, organisé par Animafoux en juillet ;
- Red Bull Caisse à Savon, organisé début octobre au domaine national de Saint-Cloud[7] ;
- la Descente infernale à Bourges (18) ;
- Saint-Pierre-de-Bailleul (27), 3e manche de la Coupe d'Europe FISD 2010 ;
- la course de caisses à savon[8] de Villardonnel[9], dans l'Aude (11), organisée chaque année le dernier dimanche d'août.

En Belgique :
- le Belgique/Belgium Challenge de la Fédération belge de Caisse à Savon avec un classement annuel ;
- la descente de caisses à savon folkloriques d'Évelette à la fin du mois de mai.